# Hrîșîne, Tokmak
Hrîșîne (în ucraineană Гришине) este un sat în comuna Balkove din raionul Tokmak, regiunea Zaporijjea, Ucraina.

## Demografie
Componența lingvistică a localității Hrîșîne
     Ucraineană (86,91%)
     Rusă (13,09%)
Conform recensământului din 2001, majoritatea populației localității Hrîșîne era vorbitoare de ucraineană (86,91%), existând în minoritate și vorbitori de rusă (13,09%).